# Horatio Sanz
Horatio Sanz (Santiago del Cile, 4 giugno 1969) è un attore e comico statunitense.

## Biografia
Nasce a Santiago del Cile il 4 giugno 1969, terzogenito di Carlos e Sylvia Sanz. Poco tempo dopo emigra con la propria famiglia a Chicago, negli U.S.A., crescendo nel quartiere North-Pulaski. Già da piccolo dimostra grande interesse per la recitazione, diventando protagonista di alcune commedie teatrali.
Entra nel cast del Saturday Night Live e si fa notare come il primo comico latino-americano dello show.
Tra i suoi lavori cinematografici più importanti: Boat Trip, dove è co-protagonista con Cuba Gooding Jr., per la regia di Mort Nathan, Un allenatore in palla dove recita a fianco di Martin Lawrence e Wendy Raquel Robinson. Nel 2007 fa parte del cast del film Le regole del gioco come spalla dei protagonisti Eric Bana e Drew Barrymore.
Nel 2019 veste i panni del Mythrol catturato da Mando, protagonista della serie televisiva The Mandalorian.

## Filmografia parziale

### Cinema
- Miracolo nella 34ª strada (Miracle on 34th Street), regia di Les Mayfield (1994)
- Road Trip, regia di Todd Phillips (2000)
- I gattoni (Tomcats), regia di Gregory Poirier (2001)
- Boat Trip, regia di Mort Nathan (2003)
- Un allenatore in palla (Rebound) regia di Steve Carr (2005)
- The Man - La talpa (The Man), regia di Les Mayfield (2005)
- Scuola per canaglie (School for Scoundrels) regia di Todd Phillips (2006)
- Le regole del gioco (Lucky You) regia di Curtis Hanson (2007)
- May the Best Man Win (2008)
- Fratellastri a 40 anni (Step Brothers) regia di Adam McKay (2008)
- Anno uno (Year One), regia di Harold Ramis (2009)
- Hollywood & Wine (2010)
- The Wedding Party (Bachelorette), regia di Leslye Headland (2012)
- Il dittatore (The Dictator), regia di Larry Charles (2012)
- G.B.F., regia di Darren Stein (2013)
- Zeroville, regia di James Franco (2019)
- Clifford - Il grande cane rosso (Clifford the Big Red Dog), regia di Walt Becker (2021)

### Televisione
- Modern Family - serie TV, 1 episodio (2015)
- Great News - serie TV, 23 episodi (2017-2018)
- Black Monday - serie TV, 15 episodi (2019-2021)
- The Mandalorian - serie TV, 2 episodi (2019-2020)

### Doppiaggio
- Fillmore! - serie TV (2001–2004)
- Ralph Spaccatutto (Wreck-It Ralph), regia di Rich Moore (2012)
- Ralph spacca Internet (Ralph Breaks the Internet), regia di Rich Moore (2018)

## Doppiatori italiani
Nelle versioni in italiano delle opere in cui ha recitato, Horatio Sanz è stato doppiato da:
- Roberto Stocchi in Road Trip, Scuola per canaglie, Le regole del gioco, The Wedding Party
- Luigi Ferraro in Scorpion, Love, Black Monday
- Simone Mori ne I gattoni
- Fabrizio Vidale in Boat Trip
- Roberto Draghetti in Anno uno
- Luis Enrique Moriones in Unbreakable Kimmy Schmidt
- Stefano Thermes in Great News
- Alessio Cerchi in GLOW
- Francesco Cavuoto in The Mandalorian
- Sacha Pilara in Zeroville
- Massimo De Ambrosis in Clifford - Il grande cane rosso

Da doppiatore è sostituito da:
- Luigi Ferraro in Ralph Spaccatutto, Ralph Spacca Internet
- Alessio De Filippis in Fillmore!